# Agua Prieta
Agua Prieta – miasto w północnej części meksykańskiego stanu Sonora, siedziba władz gminy Agua Prieta. Miasto położone tuż przy granicy z arizońską miejscowością Douglas, gdzie znajduje się przejście graniczne ze Stanami Zjednoczonymi. W 2005 roku ludność miasta liczyła 68402 mieszkańców. 